# Брайтфус Каммерландер, Симон
Симон Брайтфус Каммерландер (нем. Simon Breitfuss Kammerlander, род. 29 ноября 1992 года) — боливийский горнолыжник австрийского происхождения, участник Олимпийских игр.

## Биография
Симон Брайтфус Каммерландер родился в федеральной земле Тироль в 1992 году. Его отец долгое время работал горнолыжным тренером в Аргентине, поэтому в детстве Симон часто бывал в Южной Америке. В боливийском Ла-Пасе во время одной из тренировок он встретился с представителями местной лыжной федерации, которые предложили ему сменить спортивное гражданство.
Оформление необходимых документов затянулось, поэтому Брайтфус Каммерландер имел возможность выступать только на городских стартах в Австрии. Зимой он жил и тренировался на Родине, а летом переезжал в Южное полушарие, что позволяло ему не прерывать тренировочный процесс.
С 2015 году Симон выступает под флагом Боливии на международных стартах под эгидой FIS. 23 октября 2016 года дебютировал в Кубке мира на этапе в Зёльдене, где показал 78-е время и обошёл трёх горнолыжников. В сезоне 2016/17 еще несколько раз выступал на этапах мирового кубка. Очков не набирал, но смог попасть на чемпионат мира в Санкт-Морице. Там боливиец стартовал в супергиганте и стал там 46-м, обойдя пятерых атлетов. В технических дисциплинах не смог преодолеть предварительный раунд и попасть в основные соревнования.
В 2018 году Брайтфус Каммерландер получил олимпийскую лицензию категории «А» и выступил на Играх в Пхёнчхане во всех пяти личных дисциплинах. Также он был знаменосцем сборной Боливии во время церемонии открытия. В рамках спортивной программы Симон смог финишировать в четырёх видах программы (он сошел во второй попытке в комбинации). Лучший результат показал в слаломе, став 32-м.

## Выступления на Олимпийских играх
| Олимпийские игры | Скоростной спуск | Супергигант | Гигантский слалом | Слалом | Комбинация |
| ---------------- | ---------------- | ----------- | ----------------- | ------ | ---------- |
| Пхёнчхан 2018    | 47               | 45          | 43                | 32     | DNF        |